# Ernst Leitz I

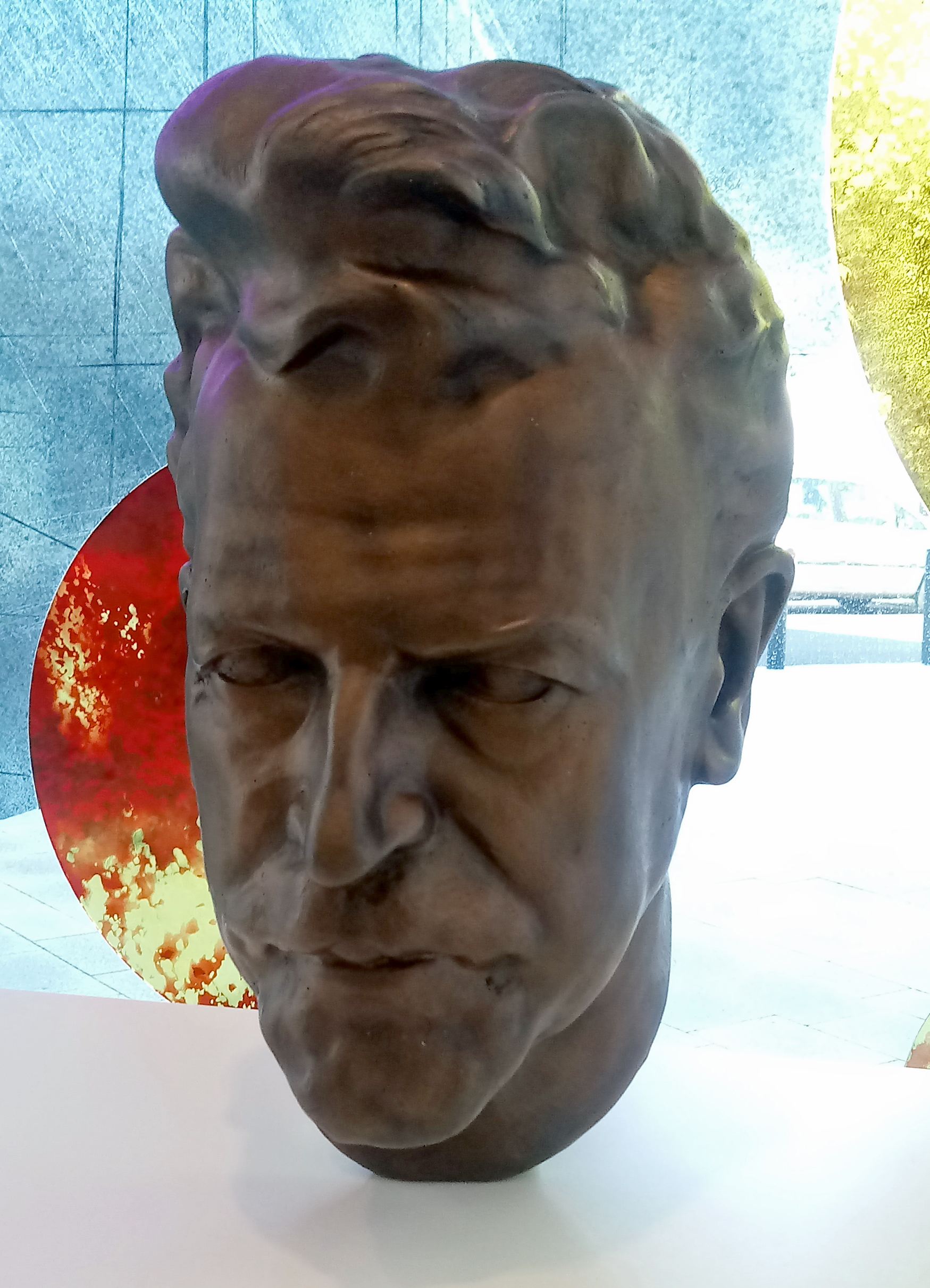
Ernst Leitz I (1843–1920)

Ernst Leitz I (* 26. April 1843 in Sulzburg, Baden; † 12. September 1920 in Solothurn, Schweiz) war ein deutscher Unternehmer und Inhaber der Optischen Werke Ernst Leitz in Wetzlar (heute Leica Microsystems und Leica Camera).

## Leben

### Jugend und Wanderjahre

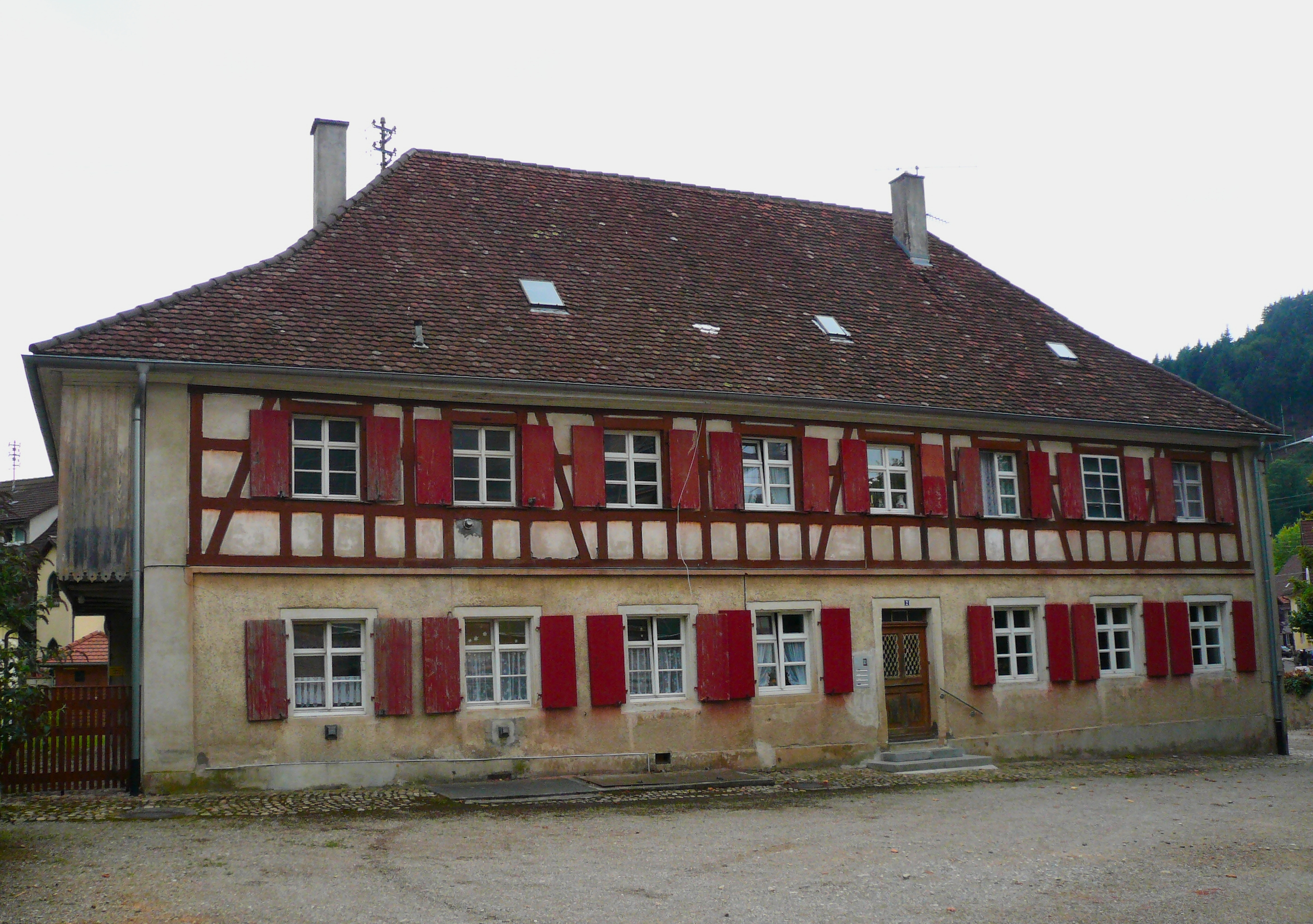
Geburtshaus in Sulzburg

Ernst Leitz kam am 26. April 1843 im badischen Städtchen Sulzburg als Sohn des Lehrers Ernst August Leitz und seiner Ehefrau Christina, geborene Döbelin zur Welt.
In der renommierten „Werkstätte für physikalische Instrumente“, gegründet von Ferdinand Oechsle in Pforzheim, wurde Ernst Leitz in den Jahren 1858–1863 zum Mechaniker ausgebildet und besuchte gleichzeitig die dortige Gewerbeschule.
Die wichtigste Station auf der anschließenden Wanderschaft sollte ihm die moderne Telegrafen- und Uhrenfabrik von Matthäus Hipp in Neuchâtel (Schweiz) werden, wo er die Anfänge der Serienfertigung erlernte.
Auf Empfehlung des aus Gießen stammenden Karl Junker trat Ernst Leitz 1864 in das vormalige optische Institut von Carl Kellner in Wetzlar ein, welcher bereits 1855 verstorben war.

### Übernahme von KellnersOptischem Institut, Schwerpunkt Mikroskopbau
Dessen Nachfolger, der aus Tübingen stammende Optiker Friedrich Belthle, machte Leitz bereits 1865 zu seinem Teilhaber. 1870, nur wenige Monate nach dem Tode Belthles, wurde Ernst Leitz alleiniger Inhaber des kleinen Handwerkbetriebes.
Das optische Institut hatte sich zunächst mit dem Bau und der Optimierung von Fernrohren befasst. Dank der wichtigsten Erfindung Carl Kellners, des orthoskopischen Okulars im Jahre 1849, waren die führenden Wissenschaftler Deutschlands, wie Carl Friedrich Gauß und Justus von Liebig, auf die junge Wetzlarer Werkstätte aufmerksam geworden, die sich jetzt mehr und mehr dem Bau von leistungsfähigen Mikroskopen zuwandte. Auch wenn die kellnerschen Stative mit den besten Stativen ihrer Zeit aus Paris (vor allen Dingen von Georg Oberhäuser) nicht Schritt halten konnten, war die Optik seiner Mikroskope mit großem Sehfeld bei nahezu ebenen Bildern auch bei stärkeren Vergrößerungen denen der Konkurrenz bei Weitem überlegen.
Belthle hatte die Fertigung von Mikroskopen nach Kellners Tod fortgesetzt. Jetzt lag die Zukunft des Unternehmens in den Händen des jungen Mechanikus.
Bereits 1867 hatte Ernst Leitz die Handwerksmeisterstochter Anna Löhr (1844–1908) aus Wetzlar geheiratet, die ihm in den Folgejahren zur unentbehrlichen Gehilfin werden und ihn in wichtigen Geschäftsangelegenheiten erfolgreich beraten sollte.

### Anwenderorientierte Serienfertigung führte zum Erfolg
Nach Beendigung des Deutsch-Französischen Krieges 1871 erfuhr die Werkstatt einen erheblichen Aufschwung.
In der zutreffenden Erkenntnis, dass das Mikroskop zum wichtigsten Hilfsmittel der Wissenschaft werden würde, konzentrierte Leitz seine Fertigung auf dieses Instrument und dessen Optimierung. Damit hatte er das richtige Produkt zur richtigen Zeit ausgewählt. Es gelang ihm, beste Qualität mit Preiswürdigkeit zu verbinden, indem er die in der Schweiz erlernten Methoden der rationellen Serienfertigung einsetzte.
Mit dieser Strategie vermochte es Ernst Leitz, die Produktion anzukurbeln und somit die Umsätze nachhaltig zu steigern. Hiermit gewann er früh einen deutlichen Vorsprung vor der Konkurrenz, wobei er immer in engstem Kontakt mit den Anwendern an den Hochschulen und in der Industrie blieb. Indem er deren Anregungen schnellstmöglich umsetzte, wurde sein Unternehmen zum Ende des 19. Jahrhunderts zum Trendsetter in der Mikroskopie.

### Erweiterung der Produktpalette ab 1880
Anderen Feldern der Optik wandte sich Ernst Leitz ab 1880 zu. Sein ältester Sohn Ludwig Leitz (1867–1898) widmete sich sehr erfolgreich der Mikro- und Makrophotographie, der Mikroprojektion sowie der Mikrotomie. 1880 erschien die erste große Horizontalkamera von Leitz auf dem Markt.
1881 entstand zur Erleichterung der Präparateherstellung das erste Mikrotom. Ab 1889 gab es den Zeichen- und Projektionsapparat nach Edinger.
Früh hatte Ernst Leitz Bezug zur Normal-Photographie. Schon 1894 bot die Firma den Objektivtyp Duplex für verschiedene Brennweiten an. Weitere Objektive für die Mikro- und die Makrophotographie folgten, wie z. B. Summar und Periplan. Die erste Handkamera („Moment“) erschien um 1900. Projektoren für Großbild-Dias entstanden um 1900, sie wurden zu Vorläufern der später weltweit eingesetzten Epidiaskope. 1910 erregte der erste Kinoprojektor für flimmerfreie Filmvorführungen Aufsehen. Schließlich erschien 1913 die Ur-Leica, deren späteren Siegeszug der Firmengründer nicht mehr miterleben durfte.
Ab 1907 baute Leitz auch Ferngläser.

### Ausbau von Leitz-Niederlassungen im In- und Ausland
Früh erkannte Leitz, dass der Binnenmarkt für die hochwertigen Erzeugnisse der Optik und Feinmechanik nicht ausreichte.
So wurde bereits ab den 80er Jahren des 19. Jahrhunderts mit Hilfe des Sohnes Ludwig Leitz die Zahl der Niederlassungen und Vertretungen im In- und Ausland mehr und mehr ausgebaut.
Der frühe Tod von Ludwig Leitz 1898 war für die Familie, aber auch für die Firma ein schmerzlicher Einschnitt. Das begonnene Werk des Bruders setzte der zweitgeborene Sohn Ernst (1871–1956) fort, der 1889 als Lehrling in die Firma eingetreten war und 1906 ihr Teilhaber wurde.

### Soziales und politisches Engagement
Neben seinen großen Erfolgen im optischen Instrumentenbau sowie in der Unternehmensführung ist die Menschlichkeit von Ernst Leitz hervorzuheben, die er mit hohem sozialen Engagement verband. Seine Tür stand für jedermann offen. Seine 1885 getroffene „Vereinbarung zur Unterstützung in Not geratener oder nicht mehr arbeitsfähiger Mitarbeiter“, ebenso die 1899 geschaffene Invaliden-, Witwen- und Waisenkasse, die im Laufe der Jahre zu einer Pensionskasse ausgebaut wurde, waren beispielhaft und sicherten die Existenz der Werksangehörigen weit mehr als dies die gesetzlichen Versicherungen der staatlichen Sozialkasse vermochten. Der bereits 1906 eingeführte Achtstundentag, ebenso wie die hohe Entlohnung seiner Mitarbeiter, machten ihn zu einer Ausnahmepersönlichkeit unter den Unternehmern seiner Zeit. „Leitzianer“ hatten eine angesehene Sonderstellung weit über Wetzlars Grenzen hinaus.
Geprägt durch seine badische Heimat und sein Elternhaus, engagierte sich Ernst Leitz früh für den fortschrittlichen Liberalismus. Er war Mitbegründer des liberalen Vereins in Wetzlar. Für kurze Zeit war er Mitglied der Wetzlarer Freisinnigen Volkspartei, gehörte gemeinsam mit seinem Sohn Ernst 1918 zu den Mitbegründern der Deutschen Demokratischen Partei in Wetzlar. Von 1897 bis 1902 war Ernst Leitz Mitglied der Stadtverordnetenvertretung, gehörte auch wiederholt dem Kreistag an.
Seiner Wahlheimat Wetzlar ließ er großzügige Spenden zukommen, u. a. zur Errichtung einer Krippe für Pflegekinder und zur Ausgestaltung des Kinderheims in Wetzlar, ferner zur Verschönerung des Stadtbildes. Großzügige Zuwendungen erhielten auch die Nationalstiftung für die Hinterbliebenen der im Kriege Gefallenen, ferner die Gesellschaft von Freunden und Förderern der Universität Gießen.

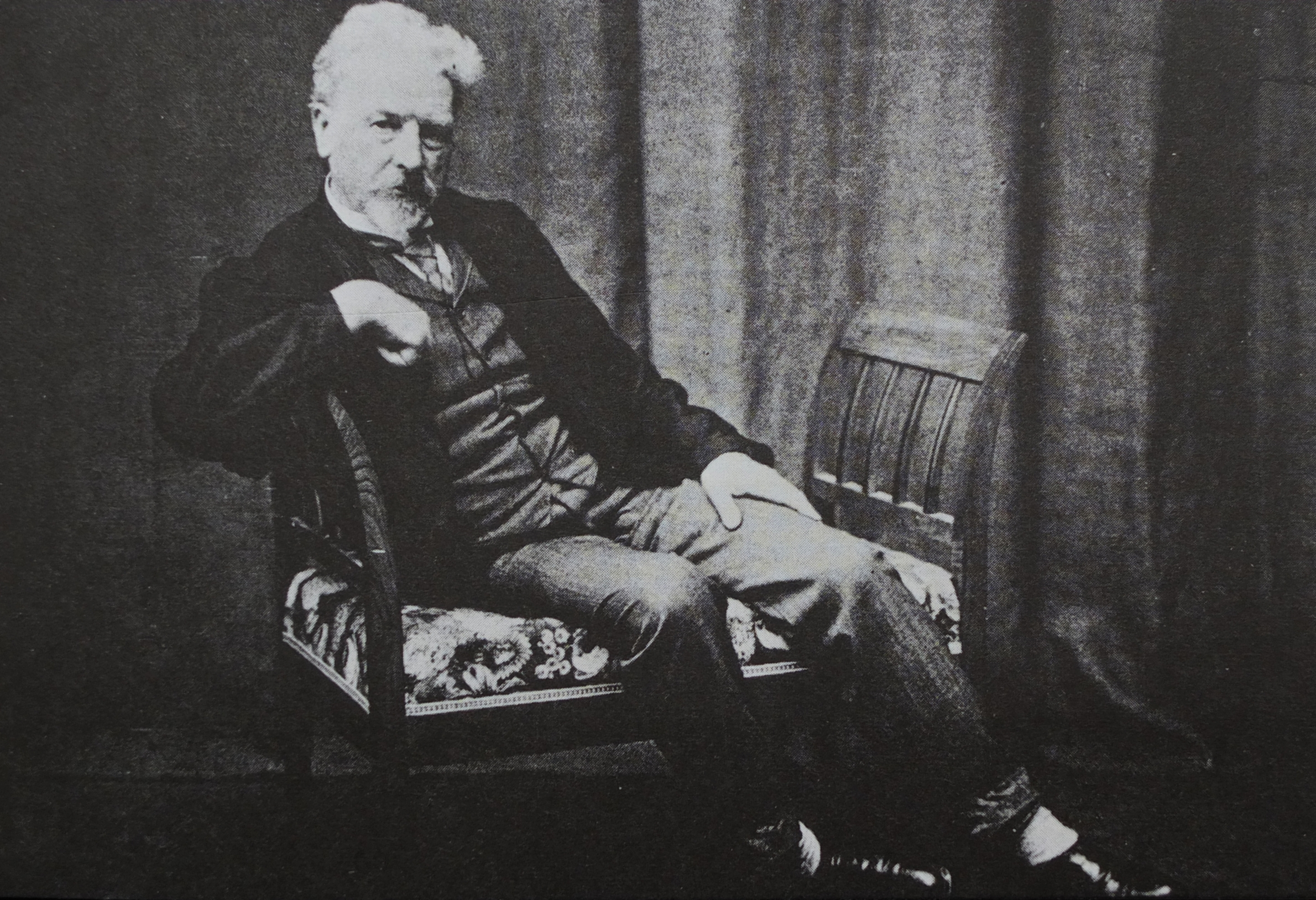
Ernst Leitz, circa 1910

### Gute Mitarbeiter tragen zum Erfolg des Unternehmens bei
Großes Geschick bewiesen Ernst Leitz und seine Frau Anna auch in der Auswahl ihrer führenden Mitarbeiter. Früh beherrschte Leitz die Kunst, wichtige Aufgaben zu delegieren, Verantwortung an Menschen zu übertragen, die sein Vertrauen durch überragende Leistungen rechtfertigen sollten.
In dem Schweizer Max Günthert fand er ab 1887 einen zuverlässigen Buchhalter und Finanzmann, der, 1899 zum Prokuristen ernannt, maßgeblichen Anteil an der Expansion der Firma, auch ins außereuropäische Ausland, hatte. Er wurde zum Wegbereiter für Henri Dumur, einen Großneffen von Ernst Leitz, der 1903 mit 18 Jahren in die Firma eintrat und ihr 60 Jahre aufs Engste verbunden bleiben sollte. Dumur übernahm bereits 1915 die kaufmännische Abteilung von Günthert. Mit Hilfe seiner zahlreichen Auslandsreisen, auch nach Nord- und Südamerika, gelang es ihm, die im Krieg unterbrochenen Geschäftsbeziehungen neu zu beleben und die Verkaufsorganisationen zu erneuern. Indem er das Unternehmen auf eine gesunde finanzielle Basis stellte, sicherte Dumur der Firma Leitz Wachstumsraten zu Zeiten, in denen die Mehrzahl anderer deutscher Firmen unter den Folgen des wirtschaftlichen Zusammenbruchs nach 1918 zu leiden hatten.

### Letzte Jahre
Dies allerdings sollte Ernst Leitz selbst nicht mehr erleben.
Bereits 1908 hatte er seine treue Gefährtin und Ehefrau Anna verloren.
Das Ende des Ersten Weltkrieges, der nationale Zusammenbruch, aber auch der Unfriede hervorgerufen von Kriegsheimkehrern, selbst in der eigenen Firma, sollen ihm ein weiteres Mal das Herz gebrochen haben. In Süddeutschland und in der Schweiz besuchte er noch einmal die Stätten seiner Kindheit und Jugend. Am 10. Juli 1920 verstarb er mit 77 Jahren in Solothurn.
Mit seinem Lebenswerk hat Ernst Leitz die Basis geschaffen, auf der sein Sohn aufbauen konnte. Mit seiner Entscheidung, die Kleinbildkamera Leica in Serie zu fertigen, sollte Ernst Leitz II die Welt der Photographie verändern. Damit haben Vater und Sohn Leitz deutsche Wirtschaftsgeschichte geschrieben.

## Erfindungen und Neukonstruktionen

### Erweiterung und Verbesserungen des Mikroskop-Sortiments
Bereits 1865 erweiterte Leitz das Belthlesche Mikroskop-Sortiment, das bisher aus einem Kleinen, einem Mittleren und einem Großen Stativ bestand, um sein „Kleinstes Mikroskop“, vorgesehen für die Ausbildung von Studenten. Ferner wurde die Mechanik der größeren Mikroskope mehr und mehr dem Standard angepasst, z. B. indem sie mit einem Hufeisenfuß, einem Objektivrevolver und einem Gelenk zur Neigung des Oberteils ausgestattet wurden. Eine bedeutende Neuerung war die Polarisationseinrichtung nach Vorgaben des Tübinger Botanikers Hugo v. Mohl, ferner wurde das Angebot ergänzt durch ein Lupenmikroskop und die noch in der Kellnerzeit konzipierten terrestrischen Zugfernrohre.
1870 umfasste das Mikroskopsortiment 7 Typen. Ein Labormikroskop nach J. Stuart erfüllte mit seinen vielfachen Ausbau- und Experimentiermöglichkeiten die Wünsche der Wissenschaftler, mit denen Leitz in regem Kontakt stand.
1876 entstand der Urahn aller Einser-Mikroskope, also der Stative der neuen bis 1904 gültigen Baureihe, ausgestattet mit Hufeisenfuß, Gelenk zwischen Stativfuß und Objekttisch, Objektivrevolver und neuem Feintrieb mit Mikrometerschraube.

### Weitere Verbesserungen
Weitere wesentliche Verbesserungen folgten: Seit 1870 wurden nur noch Okulare mit einem Durchmesser von 23,2 mm hergestellt. 1879 wurde das Mikroskop Ia herausgebracht, das sich wegen seiner Handlichkeit großer Beliebtheit erfreute. Im gleichen Jahr erschien das Wasser-Immersionsobjektiv Nr. 12 mit der Brennweite 1/30’’= 0,8 mm. 1882 waren neben vier verschiedenen Wasser-Immersionsobjektiven und neun Trockensystemen die ersten Öl-Immersionsobjektive im Programm.
Die großen Leitz-Mikroskope waren um diese Zeit mit Hellfeldkondensatoren nach Altmann oder Abbe ausgestattet.
Im selben Jahr 1882 konnte Ernst Leitz für die Geowissenschaften die ersten zwei einfachen Polarisationsmikroskope auf den Markt bringen. Sie wurden zu Vorläufern des ersten großen Polarisationsmikroskops, das er 1885, gemeinsam mit seinem Betriebsleiter Mechanik Richard Kuntz, für geologische und mineralogische Untersuchungen entwickelte.
1885 kam das Öl-Immersionsobjektiv 1/12 Öl (100:1, Apertur 1.30) auf den Markt. Dank seines günstigen Preises und weil das Objektiv auch bei Mikroskopen anderer Hersteller eingesetzt werden konnte, wurde es zum Verkaufsschlager. Auch der Gesamtpreis der Mikroskopausrüstungen senkte sich hierbei deutlich, sodass der Absatz von Leitz-Mikroskopen in die Höhe schnellte.

### Neue optische Glassorten
Ab 1886 waren neue optische Gläser in nie gekannter Qualität und Gleichmäßigkeit von den Jenaer Glaswerken Otto Schott verfügbar. Nachdem der ab 1887 im Unternehmen tätige Mathematiker Carl Metz alle optischen Systeme unter Einbeziehung der neuen Glassorten auf eine einheitliche Tubuslänge von 170 mm rechnete, konnte man Okulare und Objektive an den verschiedensten Mikroskopen einsetzen, was wiederum größere Serien ermöglichte.
Ab 1888 waren neben den preisgünstigen Achromaten auch höherwertige Apochromate im Objektiv-Angebot von Leitz, Objektive also, deren Linsen nicht mehr nur aus Glas, sondern auch aus Flussspat gefertigt wurden. Hierdurch wurde eine deutlich verbesserte Farbkorrektur erreicht. Um ein optimales Bild zu erlangen, empfahl Leitz, zusätzlich Kompensationsokulare einzusetzen.
Ab 1890 hatte Leitz alle Objektive auf das international gebräuchliche RMS-Außengewinde umgestellt, ferner die Objektive zueinander abgeglichen, was bedeutete, dass man bei einem Wechsel des Objektivs die Bildschärfe nicht mehr nachstellen musste.
Mit Hilfe der Pentachromatgläser, die auf neuen Glassorten (Borat-, Phosphat- und Barytgläsern) von Schott beruhten, entwickelte Carl Metz ab 1890 eine neue Objektivklasse, die in Leistung und Preis zwischen den Achromaten und den Apochromaten lag. Mit ihrer Hilfe war es möglich, hochwertige Objektive ohne die kosten- und arbeitsintensive Verwendung von Flussspat herzustellen, auch das inzwischen berühmt gewordene 100-fache „1/12 Öl“. An Stelle der aufwendigen Kompensationsokulare genügten für sie die preisgünstigen einfachen Huygens-Okulare.
Da die neuen Glassorten sich als nur begrenzt haltbar erwiesen, stellte Leitz ab 1902 Fluorit-Objektive her, eine halbapochromatisch korrigierte Serie mit Linsen aus umweltresistentem Glas und Flussspat. Diese mit F1 bezeichneten in großen Serien hergestellten Gläser lagen in Preis und Leistung ebenfalls zwischen den Achromaten und den Apochromaten.

### Neue Okulare, neue Mikroskop-Varianten
Die starken Vergrößerungen, die man mit Hilfe der Ölimmersionsobjektive erreichte, hatten bei Verwendung der Huygens-Okulare eine starke Verkleinerung des Sehfeldes zur Folge. Carl Metz entwickelte deshalb 1909, ergänzend zu den neu berechneten Huygens-, seine Periplan-Okulare: an Stelle der plankonvexen Augenlinse beim Huygens-Typ wurde eine Plankonkavlinse mit einer Bikonvexlinse verkittet. Sein 1914 vorgelegtes Konzept zur Konstruktion optimal korrigierter Großfeldokulare dient heute noch als Leitlinie zur Berechnung moderner Okulare.
In den 1890er Jahren entstanden in der Ausstattung der Mikroskope ergänzende Varianten, ferner zusammenklappbare Reisemikroskope.
Mit dem Forschungsmikroskop Typ A, das 1902 auf den Markt kam, wurde ein Stativtyp geschaffen, der ob seiner schönen und handlichen Form für viele Jahre zum Vorbild für alle Mikroskope, ja zum Symbol für die Naturwissenschaften schlechthin werden sollte. Mikroskope dieser Form sind mit nur geringen Abweichungen über 50 Jahre gebaut worden.
Die von dem hervorragenden Mechaniker Emil Keller entwickelte doppelseitige Feineinstellung mit Schneckentrieb und Herzkurve zur genauen Fokussierung wurde ab 1902 für den gesamten Mikroskopbau vorbildlich. Keller setzte auch Kugellager als Neuerung ein.
1913 erregte Leitz erneut großes Aufsehen mit einem Immersionsobjektiv einer bisher unerreichten numerischen Apertur von 1,48, das vor allen Dingen bei der Konoskopie von Kristallen Anwendung fand.

### Polarisations- und Mikroskope für metallographische Untersuchungen revolutionieren die Forschung
Mit Hilfe des begabten Mechanikers Paul Weilinger und dem aus Varzo/Italien stammenden Mineralogen Gabriele Lincio
(1874–1938) wurden das große Polarisationsmikroskop AM und acht weitere Varianten für die Geologie und die Mineralogie entwickelt. Nach Linzios Ausscheiden 1908, der einem Ruf als Lehrstuhlinhaber nach Padua gefolgt war, beschlossen Ernst Leitz und sein Sohn Ernst, der 1906 Teilhaber des Unternehmens geworden war, einen neuen wissenschaftlichen Mitarbeiter zur Betreuung und Weiterentwicklung der polarisationsoptischen Instrumente einzustellen. Die Wahl fiel auf Max Berek, der 1912 zu Leitz kam. Bereits 1913 konnte dieser neue Polarisationsmikroskope der Typen BM, CM und KM vorstellen, ausgestattet mit dem von ihm erfundenen Drehkompensator und dem Berek-Kondensor. Bereks Leistungen alleine um die Fortentwicklung der Polarisationsmikroskope sowie die Erstellung neuer Untersuchungsmethoden für diese Instrumente sind derart bedeutend, dass ihn Fachwissenschaftler den „Abbe des 20. Jahrhunderts“ nennen.
Auch Spezialmikroskope für metallographische Untersuchungen gehörten ab 1906 zum Programm des Unternehmens. Ihre Entwicklung oblag Werkmeister Paul Weilinger. Schon 1909 entstand nach Anregungen des französischen Chemikers und Technikers Henry Le Chatelier das erste umgekehrte Mikroskop der Baureihe MM, bei dem sich Objektiv und Beobachtungstubus unter dem Objekttisch befanden. Dieser „Metallograph“ erlebte zahlreiche Modernisierungen und war bis in die späten 1980er Jahre in Gebrauch.

### Von der Doppellupe zum Stereomikroskop
1897 stellte Leitz die Westinsche Doppellupe vor, ein frühes Stereomikroskop, das die bis dahin üblichen monokularen Lupenstative für die Präparationstechnik ablöste. Da Objektive und Okulare fest integriert waren, konnte man jedoch die Vergrößerung nicht wechseln. Abhilfe schuf ab 1910 das Stereomikroskop nach dem amerikanischen Zoologen Horatio S. Greenough, bei dem man durch Wechsel der Okular- und Objektivpaare Vergrößerungen bis 120fach erreichte. Die Bildaufrichtung gelang hierbei mit Hilfe von Porro-Prismen.
Hermann Heine entwickelte 1920 einfache binokulare Stereomikroskope nach dem Greenough-Prinzip mit Porro-Prismen und fest eingebauten Objektiven. Für zwei Vergrößerungsbereiche gab es jeweils drei Okularpaare, um unterschiedliche Vergrößerungen zu erhalten. Wegen ihres großen Arbeitsabstandes wurde die Prismenlupe bei den Naturwissenschaftlern, besonders aber in der Industrie außerordentlich beliebt und befand sich 50 Jahre im Verkaufsprogramm. Kein anderes Mikroskop hat je eine solch hohe Produktionsstückzahl erfahren. Da die Gehäuse für die bildaufrichtenden Porro-Prismen identisch waren mit denen damaliger Ferngläser, ergaben sich zusätzlich kostensparende Synergie-Effekte.

### Baukastensystem bei Mikroskopen
Hermann Heines Verdienst war es auch, das erstmals von Paul Weilinger erstellte Baukastensystem bei Mikroskopen zu übernehmen. Hiermit erhielten Anwender die Möglichkeit, durch den Austausch der entsprechenden Teile z. B. aus einem Durchlichtmikroskop ein Polarisations- oder ein Metallmikroskop zu machen.

### Die Dunkelfeldbeleuchtung machte kleinste Erreger sichtbar
Mit der Dunkelfeldbeleuchtung, die er 1907 vorstellte, eroberte sich Leitz eine Alleinstellung auf dem Mikroskopmarkt. Mit Hilfe seiner leistungsfähigen Dunkelfeldkondensoren konnten kleinste Erreger, wie die der Syphilis, wie Sterne am nächtlichen Himmel sichtbar gemacht werden. Es war der seit 1906 bei Leitz arbeitende Physiker Waldemar Ignatowski aus Tiflis, der diesen Spezialkondensor entwickelt hatte. Er wurde 1909 von dem Physiker Felix Jentzsch überarbeitet. Verwendete man Ölimmersions-Objektive, verbesserte sein Bizentrischer Spiegelkondensor D 1.20 nochmals die Dunkelfeldbeleuchtung. Es war die einfachste Methode, um die schwer färbbaren sehr beweglichen Erreger der Syphilis sichtbar zu machen. Deshalb fand das bald patentierte Verfahren von Leitz breiteste Anwendung.
Der optische Aufbau dieses Dunkelfeldkondensors wurde 1913 Grundlage für das weltbekannte Markenzeichen E.Leitz Wetzlar.

### Das erste funktionierende Binokularmikroskop
Auf Anregung seines Sohnes Ernst war 1913 das erste voll funktionsfähige Binokularmikroskop der Welt vorgestellt worden. Dieses Instrument, zu dem ein rechtwinkeliges Prisma mit physikalischer Strahlenteilung die Grundlage bildete, war von Felix Jentzsch entwickelt worden und wurde zum Urtyp aller modernen Binokularmikroskope. Es sollte nach Kriegsende 1918 die Welt der Mikroskopie entscheidend verändern.

### Mikrotome ergänzten das Programm
Je leistungsfähiger die Mikroskope wurden, desto dünner und exakter mussten die Schnitte der Präparate sein. Zu einer wichtigen Ergänzung seines Mikroskop-Programms wurde 1881 ein Schlittenmikrotom, das Leitz nach Anregungen des Leipziger Anatomen Richard Altmann konstruierte. 1905 erfolgte der Bau eines Rotationsmikrotoms nach Ch.S. Minot, 1909 eines Grundschlitten-Mikrotoms. Bei diesen Innovationen bewährte sich die Mitarbeit des hervorragenden Mechanikers und Werkmeisters Emil Keller. Schließlich wurden Serienschnitte in der fast unvorstellbaren Feinheit von wenigen 1/1000 Millimeter möglich.

### Kohlenbogenlampen, Mikrophotographie und Mikroprojektion
Als man begann, Elektrizität zur Lichterzeugung zu nutzen, befreite sich die Mikroskopie vom Lichtmangel. Seit 1897 gab es Kohlebogenlampen von Leitz für die Mikroskopie, die Mikrophotographie und die Mikroprojektion. Ihre Entwicklung wurde von dem tüchtigen Werkmeister Georg Koblitz vorangetrieben.
In den 80er Jahren erweiterte Ernst Leitz gemeinsam mit seinem Sohn Ludwig die Produktpalette um die Mikrophotographie und die Mikroprojektion.
Bereits 1880 hatte Leitz den ersten mikrophotographischen Apparat Nr. 50 herausgebracht, 1885 erschien die große mikrophotographische Horizontalkamera, später die horizontal und vertikal anwendbare Kamera MA II. Es folgten zahlreiche Ergänzungen.
Carl Metz berechnete ab 1894 photographische Objektive für die Mikro- und die Makrophotographie mit Brennweiten zwischen 24 und 64 mm und einer Lichtstärke von 1:4,7. Auf dem Markt erschienen sie 1896. Hervorzuheben ist das Objektiv Periplan, ein aus zwei Gliedern bestehendes fünflinsiges System mit einer Lichtstärke F:8, später F:7,7. Eingesetzt wurden sie am Zeichenapparat nach Edinger für mikroskopische Übersichtsbilder bei schwacher Vergrößerung oder für Makroaufnahmen mit einer speziell von Leitz gefertigten Balgen-Plattenkamera am Stativ.
Ludwig Leitz verfasste umfassende anwendungstechnische Publikationen zur Anfertigung von Mikroaufnahmen und warb auf seinen Auslandsreisen mit selbst erstellten Aufnahmen für Leitz-Mikroskope und mikrophotographische Einrichtungen. Seine Anregungen sind eine der Wurzeln für die später so erfolgreiche Leica-Produktion gewesen.

### Photoobjektive und Kameras
Der Mathematiker Ernst Arbeit übernahm 1901 als wissenschaftlicher Mitarbeiter den neu aufgenommenen Fertigungsbereich Photo-Optik. In enger Zusammenarbeit mit Carl Metz schuf Arbeit in den Folgejahren eine große Palette hervorragender Photo-Objektive. Zu seinen ersten Systemen gehörten die Doppelanastigmate mit dem Namen Summar, sechslinsige Systeme mit zweilinsigen Kittgliedern dies- und jenseits der Irisblende und je einer äußeren Einzellinse. Sie erschienen in den Lichtstärken F:4,5 bis F:6 und waren durch ihren symmetrischen Aufbau bezüglich Koma, Verzeichnung und Farbfehler weitgehend korrigiert. Im Leitz-Katalog von 1906 wurden fast alle Summar- und die späteren Periplan-Objektive in drei verschiedenen Objektivfassungen als Zukaufteile für die unterschiedlichsten Kamera-Modelle anderer Hersteller ihrer Zeit angeboten.
1906 kamen die speziell für den Nahbereich geschaffenen Mikro-Summare hinzu, später die Milare.
Ab 1905 gab es bei Leitz auch komplette Kameras mit Leitz-Photo-Objektiven. Diese waren noch gänzlich aus Holz gefertigt. Bald entstanden Reisekameras, die man später auch zusammenlegen konnte, Balgenkameras und Klappkameras, um nur einige zu nennen.

### Von den ersten Projektionsapparaten zu den Epidiaskopen
Bereits 1899 war zur Projektion von mikroskopischen Präparaten und Diapositiven ein erster Projektionsapparat entstanden. 1905 wurde auf Anregung des Berliner Pathologen Carl Kaiserling und mit Hilfe der hervorragenden Konstruktion des Werkmeisters Heinrich Plies ein großer Universal-Projektionsapparat sowohl für die Durchlicht- als auch für die Auflichtprojektion vorgestellt, den man sowohl für Diapositive wie für mikroskopische Präparate, aber auch für Dokumente und kleinere Gegenstände einsetzen konnte. Der Projektor gilt als Vorläufer der späteren Groß-Epidiaskope. Zur Beleuchtung dienten Kohlebogenlampen. Ihren weltweiten Erfolg sollten dieses Instrument und die ihm folgenden ständig weiter entwickelten als „Leitz-Spezialität“ geltenden Projektionsgeräte der überragenden Qualität ihrer von Ernst Arbeit berechneten Objektive verdanken. Leitz-Epidiaskope standen in den folgenden Jahrzehnten auf der ganzen Welt in jedem größeren Hörsaal.

### Edingers Zeichen- und Projektionsapparat
Der Internist und Begründer der Neurologie an der Medizinischen Fakultät Gießen Ludwig Edinger entwickelte gemeinsam mit dem Wetzlarer Unternehmen ein Zeichengerät, mit dem es möglich war, Gehirnschnitte nachzuzeichnen. Daraus entstand Edingers Zeichen- und Projektionsapparat, der in der Neuro-Anatomie und – Pathologie große Verbreitung fand und mit dem man auch photographische Aufnahmen machen konnte.

### Vom Kinoprojektor zur Leica
Auf Initiative des Film- und Fernsehpioniers Emil Mechau (1882–1945), der ab 1910 technischer Mitarbeiter bei Leitz wurde, entstand ein Kinoprojektor für flimmerfreie Filmvorführungen bei allen Bildfrequenzen. Bereits 1912 wurde in einem Wetzlarer Kino mit dem ersten Projektor ein mechanisch-optisches Meisterwerk aufgestellt, das später als Mechau-Projektor Filmgeschichte machen sollte. Max Berek errechnete das hierzu benötigte lichtstarke Hauptobjektiv.
Mechau ist es auch zu verdanken, dass der Erfinder der Leica, Oskar Barnack (1879–1936) 1911 zu Leitz gekommen ist.
Barnack, begeisterter Amateurfilmer, bastelte für eigene Zwecke an einem Testgerät für den von ihm benutzten 35-mm-Film. Es entstand eine kleine handliche Stehbildkamera, die „Ur-Leica“. Es war der Juniorchef Ernst Leitz II, der 1912 in diesem Apparat eine Produktidee erkannte, die ab 1925 die Welt der Photographie revolutionieren sollte.
Auch für die Leica hat Max Berek viele Objektive gerechnet. Erst mit ihrer Hilfe war es möglich, aus den kleinen Negativen optimale Vergrößerungen zu erstellen.
Die Fortschritte all dieser Entwicklungsarbeiten, vor allen Dingen den Siegeszug der Leica, hat Ernst Leitz nicht mehr miterlebt.

### Fernglasbau
Um 1900 hatte Ernst Leitz entschieden, auch in den Fernglasbau zu investieren. Auch hier versicherte er sich der Mitarbeit des Mathematikers Ernst Arbeit, der gemeinsam mit dem aus dem Waagenbau hervorgegangenen Gießener Mechaniker August Bauer 1907 und 1908 die ersten „Feldstecher“-Modelle mit Porro 1-Prismen vorstellte. Um mit der Konkurrenz Schritt zu halten, entwickelte man neue Prismenbefestigungen und Justiermethoden. Der hartgewalzte Fernrohrkörper aus Magnalium, einer Legierung von Aluminium und Magnesium, zeichnete sich durch Dichte, Wetterbeständigkeit und Leichtigkeit aus. 1910 erschienen neue Modelle mit stärkeren Vergrößerungen, deren Sehfelder von 50 bis 53 Grad im Mittel groß waren.

## Vom Handwerksbetrieb zum Großunternehmen

### Arbeitsteilung nach dem Verrichtungsprinzip
Wer je ein Mikroskop in seinen Einzelteilen gesehen hat – von der feinmechanischen Präzision des Stativs bis zu den winzigen Linsen – gewinnt eine Vorstellung davon, was es im 19. Jahrhundert bedeutete, solche Geräte in Handarbeit einzeln und mühevoll herzustellen. Deshalb war es das erste Anliegen von Ernst Leitz, die in Neuchâtel gewonnenen Erfahrungen im eigenen Betrieb umzusetzen. Schon 1870 begann er mit der Arbeitsteilung nach dem Verrichtungsprinzip. Der einzelne Optiker fertigte nur noch den Anteil eines optischen Instrumentes, mit welchem er in kürzester Zeit die besten Ergebnisse erzielte. Es war ein wichtiger Schritt zur Serienfertigung.
Bereits in dieser Phase konnte Leitz hervorragende Qualität schneller und zu günstigeren Preisen liefen als die Konkurrenz.
1870 verließ das 1000. Mikroskop die Werkstätte. Ernst Leitz gab seinen ersten achtseitigen Katalog heraus. Das Mikroskopsortiment umfasste bereits 7 verschiedene Typen.

### Carl Reicherts Teilhaberschaft führt zu weiteren Rationalisierungen
1872 trat der aus Württemberg stammende Mechaniker Carl Reichert in die Leitz-Werkstätte ein und wurde deren Teilhaber. Reicherts Aufenthalt bei dem Mikroskophersteller Edmund Hartnack in Potsdam von 1874 bis 1875 führte nach seiner Rückkehr zu einer Systematisierung und somit zu einer merklichen Straffung des Stativprogramms bei Leitz. Diese Rationalisierung führte zu einer weiteren Kostenersparnis, Verkürzung der Lieferzeiten und niedrigeren Preisen.
Zu den geschäftlichen fügten sich verwandtschaftliche Bande: Carl Reichert heiratete 1878 die jüngere Schwester von Anna Leitz, Jeannette Löhr.

### Zweimal Umzug und Vergrößerung des Betriebs. Trennung von Reichert
Bereits 1870 waren die Räume der ehemaligen Kellnerwerkstätte an der Jäcksburg zu klein geworden. Nach 5 Jahren im Haus des Schmiedemeisters Grell am Wöllbacher Tor wurde der sich ausdehnende Betrieb 1880 aus der Enge der Altstadt an den Stadtrand, in die freiere Lage am Kalsmunttor, verlegt. In den Folgejahren entstanden Erweiterungs- und Neubauten, die das Stadtbild beträchtlich veränderten. Viele junge Leute, die bei Leitz eine Beschäftigung und gute Verdienstmöglichkeiten fanden, wurden dort sesshaft.
1875 erschien der erste ausführliche Katalog in der neuen Währung Mark. Alleine für drei Stative gab es bereits 16 verschiedene Mikroskopausstattungen. Im Verzeichnis für Nebenapparate waren 15 Zusatzartikel enthalten.
Bereits 1876 kam es zu einer einvernehmlichen Trennung zwischen Leitz und Reichert, vor allen Dingen, weil Anna Leitz eine fortdauernde Teilhaberschaft ablehnte. Reichert gründete anschließend in Wien eine eigene Werkstatt zur Herstellung von Mikroskopen.

### Erfolgreiches Marketing
Von Anbeginn an pflegte Ernst Leitz den persönlichen Kontakt mit den führenden Wissenschaftlern seiner Zeit. Das stets an den Wünschen seiner Kunden orientierte Lieferprogramm, seine Teilnahme an Naturforscher- und Ärztekongressen inklusive Vorführung seiner Instrumente, sein intensiver Austausch mit den Anwendern und seine äußerst schnelle Umsetzung von Anregungen in Neu- oder Umkonstruktionen sicherten ihm schnell das Vertrauen seiner sich mehr und mehr ausweitenden Kundschaft im In- und Ausland.
Als verkaufsunterstützende Maßnahmen gab es hausinterne Lehrgänge für Mikrophotographie und Mikrotomie. Veröffentlichungen in Fachzeitschriften erhöhten den Bekanntheitsgrad von Leitz-Instrumenten.
Leitz war bei den Weltausstellungen in Antwerpen 1891, Brüssel, 1897, Paris 1900 und St. Louis (USA) 1904 vertreten und erhielt hohe Auszeichnungen.
Bereits 1909 gab es Leitz-Niederlassungen in Berlin und Frankfurt, ferner in New York, Chicago, London und Sankt Petersburg. Leitz-Vertretungen waren in Breslau und München, in allen skandinavischen Ländern, ferner in Holland, Belgien, Frankreich, Österreich, Ungarn, Italien, in der Schweiz und in Japan.

### Maschinen erleichtern den Produktionsfluss, verbessern die Arbeitsbedingungen
Ab 1883 entlastete eine zentrale Dampfmaschine, ab 1894 eine Dampfturbine die manuelle Arbeit. Sie ermöglichten den Einsatz größerer Werkzeuge, ferner konnte ein Optiker gleichzeitig mehrere Spindeln und Maschinen bedienen, sodass die Einzelfertigung von Linsen und Prismen entfiel. Die mit der neuen Turbine eingeführte Elektrifizierung der einzelnen Maschinen verdrängte die bis dahin üblichen Transmissionen. Zudem wurden die Arbeitsbedingungen (Arbeitssicherheit, Reduzierung des Geräuschpegels, mehr Tageslicht) erheblich verbessert. Auch optimierte sich der Fertigungsfluss, indem eine variable Aufstellung der Maschinen möglich wurde.
Die Aufteilung des Produktionsprozesses auch in der Mechanik führte zur Einrichtung von Arbeitsgruppen, später zu Werkstätten, die sich auf bestimmte Arbeitsvorgänge spezialisierten. Diese Kompartimentierung ging Hand in Hand mit der Ausbildung einer ausreichenden Zahl von Feinmechanikern und Facharbeitern. Die Maschinen wurden den immer höheren und spezielleren Vorgaben angepasst, bei Bedarf ab 1903 auch im werkseigenen Maschinenbau hergestellt.

### Verfeinerte Messmethoden und Fertigungskontrollen sichern gleichmäßige Qualität
Um den bei Serienfertigung entstehenden Ausschuss in einer möglichst frühen Phase zu erfassen, bedurfte es guter Messmethoden. Die hierzu erforderlichen Messmittel wurden selbst hergestellt.
Eine effiziente Fertigungskontrolle schließlich sorgte für gleichmäßige Qualität.
Federführend für die Gestaltung der verschiedenen Produkte der Firma waren die Werkmeister der Justierabteilungen. Für die Serienherstellung bediente man sich eines konstruktionsreifen Musters. Manchmal wurden vom Werkmeister auch Handskizzen gefertigt. Bis 1918 kann man von einer Serienfertigung auf handwerklicher Basis sprechen. Ab diesem Zeitpunkt wurde Zug um Zug die Konstruktionsarbeit von der Fertigung getrennt, 1920 übernahm Hermann Heine die Leitung der Konstruktionsabteilung.

### Leitz wird bis 1912 zum weltweit größten Mikroskophersteller
So kam es, dass sich die Zahl der gefertigten Mikroskope zwischen den Jahren 1885 und 1912 fast verzehnfachte: waren es 1885 noch 1.250 Instrumente, verließen im Jahr 1912 knapp 12.000 Mikroskope das Werk. Leitz war mit 55.000 verkauften Mikroskopen bereits um 1900 weltweit zum größten Mikroskophersteller geworden.
1907 hatte Ernst Leitz das 100.000. Mikroskop seiner Fertigung dem großen Wissenschaftler und Nobelpreisträger Robert Koch gewidmet. Bereits fünf Jahre später, 1912, verließ Mikroskop Nr. 150.000 das Werk, das Ernst Leitz dem Nobelpreisträger Paul Ehrlich überreichte.

### Änderung der Produktpalette ab 1912 in Richtung Militäroptik
Neben vielen anderen Produkten der Firma im Projektions-, Film- und Photobereich gab es ab 1907 auch Ferngläser, der Erste Weltkrieg warf seine Schatten voraus.
In kürzester Zeit hatte sich das Unternehmen, mehr und mehr unter der Führung des Sohnes Ernst Leitz II, widerstrebend auf Militäroptik umzustellen. Dem Bedarf des Heeres entsprach die Firma mit der Konstruktion der verschiedensten Fernrohre für Marine, Heer und die beginnende Luftwaffe. Neben 96.800 Ferngläsern baute man Zielfernrohre, Fliegerbeobachtungs-Instrumente, Scherenfernrohre, Sehrohre für Schützengräben, sowie Artillerie-Richtkreise.
Bis 1920 wurden etwa 50 verschiedene Fernglas-Modelle gebaut. Insgesamt sind bis dahin rund 115.000 Exemplare gefertigt worden.

### Neue kostensparende Maßnahmen der Fertigung
Das erweiterte Produktspektrum erforderte neue kostensparende Maßnahmen in der Fertigung. Dem Optiker Rudolf Zak, der ab 1889 als Betriebsleiter tätig war, gelang es, den Optikbetrieb entsprechend dem Materialflussprinzip zu gliedern, womit er in der Optik das von Ernst Leitz eingeführte Verrichtungsprinzip vollendete.
Mit August Bauer gelang es nach der Jahrhundertwende, die innerbetriebliche Organisation den neuen Erfordernissen anzupassen. Er ersetzte veraltete Fertigungsmethoden und führte eine neuzeitliche wirtschaftliche Betriebsführung ein.

### Kriegsbedingte Schwankungen der Belegschaftszahlen und der Produktionsschwerpunkte
Zählte man bis 1880 noch 40 Beschäftigte, waren es 10 Jahre später schon 200. Bis 1910 stieg die Zahl der Mitarbeiter auf 947. Während des Ersten Weltkriegs 1914–1918 waren viele Arbeiter zum Kriegsdienst eingezogen, die fehlenden Stellen in der Fertigung wurden von Frauen ausgefüllt. Die Belegschaft wuchs in dieser Zeit auf etwa 2000 Mitarbeiter an.
Abrupt beendete bei Kriegsende der Versailler Vertrag die Fertigung von Militäroptik. Die Firma produzierte wieder Mikroskope und Projektoren, Ferngläser nur noch für zivile Zwecke. Mit dem Verlust der Auslandsmärkte war ihre Stellung als Weltmarktführer für Mikroskope verloren gegangen. So arbeiteten 1920 nur noch 1266 Menschen bei Leitz. Auch war der Betriebsfrieden merklich gestört zwischen den Meistern und den aus dem Krieg zurückgekehrten Gesellen.
Vom wirtschaftlichen Niedergang nach dem Ersten Weltkrieg sollte sich Deutschland nicht so schnell erholen. Der Krieg hatte alle Reserven aufgebraucht. Was noch vorhanden war, floss in Reparationszahlungen. Universitäten und öffentlichen Instituten fehlte das Geld für den Kauf von wissenschaftlichen Instrumenten.
Der Wiederaufbau des Exports gestaltete sich als langwierig und mühsam.
In dieser Phase des mühevollen Neubeginns hatte sich 1920 der Lebensweg von Ernst Leitz vollendet. Er sollte den glanzvollen Wiederaufstieg seines Unternehmens unter der Führung seines Sohnes nicht mehr miterleben.